# Aston Martin DB9
Aston Martin DB9 — автомобиль класса Gran Turismo, который производился Aston Martin с 2004 года по 2016 год. Доступен в двух кузовных вариантах: купе и кабриолет. Модель была впервые представлена в 2003 году на Франкфуртском автосалоне на замену DB7, дизайнерами автомобиля были Ян Каллум (англ. Ian Callum) и его преемник Хенрик Фискер (англ. Henrik Fisker), который и закончил разработку. DB9 стал первым автомобилем, предназначенный для сборки на фабрике Aston Martin в Гэйдоне.
DB9 в основном состоит из алюминия, как и на DBS шасси — VH platform, двигатель, тот же что и на Aston Martin V12 Vanquish — 6-литровый V12. Разгоняется до 100 км/ч (62 миль/ч.) за 4.6 с., максимальная скорость 295 км/ч. (183 миль/ч.)

## Обзор
В отличие от Aston Martin DBS, модель DB9 оснащается немного менее мощным двигателем V12 объёмом 6л. Максимальная мощность данного силового агрегата достигается при 6000 об/мин и равна 477 л. с., максимальный крутящий момент — 600 Н·м уже при 5000 об/мин. Ещё один показатель этого автомобиля, который лишний раз доказывает, что это поистине мощный спорткар — разгон с 0 до 100 км/ч, у DB9 этот показатель равен 4.8 секунды на механической коробке передач и 4.5 секунды на АКПП «Touchtronic». Максимальная скорость при этом зафиксирована на уровне 306 км/час.
Как было сказано выше, автомобиль оснащается либо механической шестиступенчатой трансмиссией Graziano, либо шестиступенчатым автоматом Touchtronic с инновационной технологией переключения передач «Shift by Wire».
Автомобиль комплектуется легкосплавными 19-дюймовыми, 10-лучевыми литыми дисками, обутыми в разноразмерную резину Bridgestone Potenza, спереди 235/40, сзади 275/35.
Для столь мощного автомобиля обязательным является наличие тормозных дисков большого диаметра, у DB9 спереди 14-дюймовые вентилируемые стальные тормозные диски, сзади 13-дюймовые. Подвеска автомобиля независимая, со стабилизаторами поперечной устойчивости.
Как и другие модели Aston Martin, DB9 оснащается высококачественной и мощной аудиосистемой. Здесь установлена аудиосистема мощностью 700 Вт Aston Martin Premium Audiosystem с ченджером на 6 дисков с поддержкой форматов MP3, WMA и технологией Dolby® Pro Logic II®, также имеется встроенный Apple iPod коннектор.
В модельном ряду компании имеется также версия DB9 с автоматической складной крышей — Aston Martin DB9 Volante.

## Спецификации
Базовая цена: $ 187000 купе; $ 200000 Volante кабриолет

Мощность: 476 л. с. (350 кВт, 469 л. с.) 514 л. с. @ 6000 об/мин

Крутящий момент: 600 Н*м (443 фунтов · м) @ 5000 об/мин

Масса: 1760 кг (с механической трансмиссией), 1800 кг с АКПП

0-60 миль/ч: 4,6 секунды

0-100 км/ч: 4,8 секунды

Объём багажника: 186 литров

Объём топливного бака: 80 литров